# 羽裂鸭儿芹
羽裂鸭儿芹（学名：Cryptotaenia japonica f. pinnatisecta）为伞形科鸭儿芹属鸭儿芹下的一个变型。

## 扩展阅读
- 維基物種上的相關：羽裂鸭儿芹